# دن گلدمن
دانیل ساکس گلدمن (زاده ۲۶ فوریه ۱۹۷۶) یک وکیل و سیاستمدار آمریکایی است. او یکی از اعضای مجلس نمایندگان ایالات متحده از ناحیه ۱۰ کنگره نیویورک است. او که از نظر سیاسی عضو حزب دموکرات بود، قبلاً به عنوان مشاور اکثریت در اولین تحقیقات استیضاح علیه دونالد ترامپ و مشاور رهبری مدیران مجلس نمایندگان در دادگاه استیضاح ترامپ که در سال ۲۰۱۹ نیز برگزار شد، خدمت کرد گلدمن یکی از ثروتمندترین اعضای کنگره است که بر اساس فرم‌های افشای مالی، دارایی خالص شخصی اش تا ۲۵۳ میلیون دلار تخمین زده می‌شود. پدر او یک دادستان فدرال در واشینگتن دی سی بود که زمانی که گلدمن کودک بود درگذشت. پدربزرگ و مادربزرگ پدری او رودا هاس گلدمن و ریچارد گلدمن بودند. پدربزرگ او والتر ا. هاس، رئیس شرکت لوی اشتراوس و شرکت لیوایز بود. او در یک خانواده یهودی محافظه کار با برادر کوچکترش بیل گلدمن، که در سن ۳۸ سالگی در یک سانحه هوایی در کالیفرنیا جان باخت، و همچنین خواهرش آلیس رایتر، بزرگ شد. دانیل وارث ثروت لیوایز است.